# كتاب ضد الحرب على غزة
كتاب ضد الحرب على غزة المعروفة أيضًا باسم واووغ (بالإنجليزية: WAWOG) هو تحالف من الكتاب والأكاديميين والفنانين والصحفيين والعاملين في مجال الثقافة الذين يسعون إلى الاحتجاج على حرب غزة والتعبئة من أجل تحرير فلسطين من خلال التنظيم الثقافي. تعتمد تكتيكاتهم على تعبئة العاملين في مجال الثقافة في حقبة حرب فيتنام، وعلى وجه الخصوص منظمة الكتاب الأميركيين ضد حرب فيتنام ‏.

## التأسيس
أسّس منظمة واووغ في أكتوبر 2023 مجموعةٌ من الكتاب والمحررين الذين اجتمعوا للاحتجاج على حرب غزة. في مقابلة مع مجلة «ماذر جونز»، قال أحد الأعضاء المؤسسين إنهم بعد الهجوم الذي قادته حماس على إسرائيل في السابع من أكتوبر/تشرين الأول، بدأوا في تلقي الكثير من الالتماسات والرسائل المفتوحة لدعم فلسطين في صندوق بريدهم الإلكتروني. أراد الأعضاء المؤسسون إنشاء البنية التحتية للمساعدة في تحقيق أهداف الالتماسات التي كانوا يوقعون عليها. في 26 أكتوبر، نشرت منظمة واووغ خطابها المفتوح بعنوان «بيان تضامن كتاب ضد الحرب على غزة». وبحلول شهر نوفمبر، بلغ عدد أعضاء اللجنة المنظمة لمنظمة واووغ حوالي 30 شخصًا.

## المبادئ
تعرف منظمة واووغ نفسها بأنها منظمة تشارك في «المقاطعة الثقافية» لإسرائيل. إنهم يسعون إلى إظهار أن تصرفات إسرائيل في غزة «ليست طبيعية» ومقاومة الخلط بين معاداة الصهيونية ومعاداة السامية. كما أنهم يريدون جعل التحرير الفلسطيني قضية رئيسية، والضغط على وسائل الإعلام لتغطية الصراع الإسرائيلي الفلسطيني بطريقة ترفع الأصوات الفلسطينية.
وتستند تكتيكات المجموعة إلى حركة المقاطعة وسحب الاستثمارات وفرض العقوبات، وهي طريقة غير عنيفة تسعى إلى فرض عقوبات اقتصادية على إسرائيل لإجبارها على الامتثال للقانون الدولي. كما تجد واووغ الإلهام في منظمة أكت أب، التي أنتجت أعمالاً فنية ألقت الضوء ‏ على وباء فيروس نقص المناعة البشرية/الإيدز. تشمل الإجراءات التي اتخذها أعضاء واووغ الاستقالة من مناصبهم في المنشورات التي يقول الأعضاء إنها نشرت معلومات متحيزة أو غير صحيحة حول حرب غزة وتنظيم احتجاجات للمؤسسات الثقافية الأمريكية (مثل صحيفة نيويورك تايمز) التي يقول الأعضاء إنها متحيزة بشكل مماثل.

## الإجراءات البارزة

### مدينة نيويورك

#### 2023
في البداية أطلقت واووغ على المجموعة النيويوركية اسم «كتلة الكاتب»، ونظمت أول اعتصام لها في صحيفة نيويورك تايمز. حملوا لافتة تدعو إلى وقف إطلاق النار، ووزعوا صحيفة مزيفة تحمل اسم جرائم الحرب في نيويورك، وقرأوا أسماء جميع الفلسطينيين الذين قتلوا في غزة. اتهمت منظمة نساء غزة صحيفة نيويورك تايمز بأنها «متواطئة في غسل الإبادة الجماعية». المجلد الأول، العدد 1–3، الذي يتضمن أكثر من 7000 اسم، والذي أصدرته وزارة الصحة في غزة بحلول شهر أكتوبر، تم طباعته باستخدام تنسيق الصحيفة العريضة. 
في البداية، أدرجنا أسماء الشهداء. وكانت وزارة الصحة في غزة قد أصدرت حوالي 7،000 اسم في أواخر أكتوبر، واستغرقنا ثلاثة أعداد لطباعة جميع هذه الأسماء. ومنذ ذلك الحين، أدى انهيار النظام الصحي في غزة إلى عدم وجود قائمة واحدة بأسماء الأشخاص الذين قُتلوا على يد القوات الصهيونية. لذلك، بدأنا باستخدام صيغة النشرة العريضة لطباعة كتابات جديدة.
في 23 نوفمبر، قفز أعضاء واووغ على الحواجز في موكب عيد الشكر في مايسي ‏ ولصقوا أيديهم بالأرض لجعل إزالتها أكثر صعوبة من قبل إدارة شرطة نيويورك. طافت عربات الموكب بين المتظاهرين وهم يهتفون «فلسطين حرة»، وسكبوا دماء مزيفة على بعضهم البعض وفي الشارع، وفتحوا لافتة كبيرة كتب عليها «الإبادة الجماعية ذلك الحين الإبادة الجماعية الآن» (بالإنجليزية: Genocide then genocide now).
أقامت منظمة واووغ وقفة احتجاجية للصحفيين الفلسطينيين الذين قتلوا في حرب غزة على درجات مكتبة نيويورك العامة في 19 ديسمبر. وفي الوقفة الاحتجاجية، قرأ الكُتّاب قصيدة «إذا كان لا بد لي من الموت» للكاتب والناشط الفلسطيني رفعت العيّر، بسبب استشهاده في الحرب. كما قرأوا أسماء الصحفيين الفلسطينيين الذين قتلوا في غزة. أقامت واووغ وقفة احتجاجية مماثلة في 24 يناير 2024.

#### 2024
في الثامن من يناير، قامت منظمة نساء من أجل حقوق المرأة بالتنسيق مع حركة الشباب الفلسطيني، وائتلاف حق العودة الفلسطيني، وشبكة صامدون للتضامن مع الأسرى الفلسطينيين، والاشتراكيين الديمقراطيين في أمريكا، والصوت اليهودي من أجل السلام، وحزب الاشتراكية والتحرير، والمقاومة النقدية ‏ لإغلاق جسر بروكلين، وجسر مانهاتن، ونفق هولندا ‏، وجسر ويليامزبيرج.
احتجت منظمة النساء الفلسطينيات في فلسطين مرة أخرى على صحيفة نيويورك تايمز في 29 فبراير/شباط عقب نشر مقالها «صراخ بلا كلمات ‏»، الذي زعم وقوع عمليات اغتصاب مستهدفة وعنف جنسي من جانب حماس في 7 أكتوبر/تشرين الأول. وقد عقدوا مؤتمرا صحفيا أمام المبنى، تضمن سيرة ذاتية ساخرة لمؤلفي صحيفة نيويورك تايمز. دعت منظمة واووغ حركة المقاطعة وسحب الاستثمارات وفرض العقوبات (BDS)، وطلبت من المؤيدين متابعة حملة BDU (مقاطعة، سحب الاستثمارات، وإلغاء الاشتراك) من صحيفة التايمز.

في 14 مارس، حاولت واووغ إخراج صحيفة نيويورك تايمز من التداول لمدة يوم كامل. وبحسب أحد الناشطين في الحصار، فإن المجموعة كانت تحاول إخراج صحيفة التايمز من التداول بسبب، 
ينظر الناس إليه كمخزن للمعرفة الموضوعية، لكنه في الواقع في طليعة صناعة الموافقة على هذه الحرب. نريد تحدي ذلك، وخلق فراغ يُمكّن من تحقيق أمور أخرى. 
استخدم أعضاء واووغ أنابيب وسلاسل بي في سي لربط أذرعهم بشكل أكثر إحكامًا. تم الضغط على المتظاهرين للمغادرة من قبل مجموعة الاستجابة الاستراتيجية ‏ التابعة لشرطة نيويورك في الساعة 3 وفي نهاية المطاف لم يتعطل توزيع الصحيفة طوال اليوم.
وفي يوم 14 مارس/آذار أيضًا، قام أعضاء واووغ بتوزيع منشورهم، جرائم الحرب في نيويورك، خارج صحيفة نيويورك تايمز على أشخاص آخرين دعموا القضية. ألقت شرطة نيويورك القبض على 124 شخصًا في الاحتجاج. كما تم إطلاق موقع واووغ، جرائم الحرب في نيويورك، في ذلك اليوم أيضًا. وفي الوقت نفسه، تم نشر تحليل تاريخي مفصل، بعنوان نيويورك تايمز في مواجهة التاريخ، على شبكة الإنترنت. استعرض التقرير أرشيف صحيفة نيويورك تايمز للكشف عن سجل الدعم للحروب الأمريكية على الأراضي الأجنبية، والدعم للديكتاتوريات اليمينية، وتغيير الأنظمة بدعم من الولايات المتحدة. وتضمنت الأرشيفات تغطية لإيران في عام 1953، وغواتيمالا في عام 1954، والبرازيل في عام 1964، والعراق في عام 2003، وليبيا في عام 2011، وفنزويلا وبوليفيا في عام 2019، وكوبا في عام 2021.

### لوس أنجلوس
أقامت منظمة واووغ في لوس أنجلوس وقفة احتجاجية على أرواح الكتاب والصحفيين الفلسطينيين القتلى في 18 يناير 2024.
في 2 فبراير 2024، احتجت منظمة واووغ على حدث منظمة القلم الأمريكية ‏ الذي شارك فيه مايم بياليك، الذي يدعم إسرائيل ولا يدعم حركة وقف إطلاق النار. قامت منظمة واووغ بتشغيل مكبر الصوت وبثت أسماء 13 كاتبًا وشاعرًا فلسطينيًا قتلوا على يد جيش الدفاع الإسرائيلي في الحرب. تم إخراج الكاتبة الفلسطينية الأمريكية رندا جرار من قبل الأمن بعد رفضها المغادرة. وقد وقع أعضاء منظمة المرأة العربية على رسالة مفتوحة إلى منظمة القلم الأمريكية تدين استضافة بياليك وإزالة جرار.
أقام عمال السينما من أجل فلسطين، وأعضاء نقابة ممثلي الشاشة من أجل وقف إطلاق النار، وواووغ احتجاجًا على حفل توزيع جوائز الأوسكار في 10 مارس 2024.

### تورونتو
في 26 مارس 2024، انضمت منظمة واووغ تورونتو إلى منظمة عمال السينما من أجل فلسطين، وفنانون ضد غسل الفن، واستجابات الأدب الكندي للتنديد ببنك أف نوفا سكوتيا لاستثماراته الكبيرة في شركة أنظمة إلبيط، وهي شركة تصنيع أسلحة إسرائيلية. أطلقوا على الحملة التي أطلقوها اسم «لا للأسلحة في الفنون»، والتي دفعت جوائز الفنون الكندية إلى سحب استثماراتها من سكوتيا بنك.

## جرائم الحرب في نيويورك
تدير منظمة واووغ موقعًا على الإنترنت بعنوان جرائم الحرب في نيويورك والذي نشر الإصدارات التالية:
- العدد المطبوع المجلد. أنا... رقم 1: وقف إطلاق النار الآن! تكريم موتى غزة – والنضال من أجل الأحياء (9 نوفمبر 2023)[16]
- العدد المطبوع المجلد. أنا... رقم 2: مع تزايد أعداد القتلى، لا يزال هناك وقف لإطلاق النار (16 نوفمبر 2023)[16]
- العدد المطبوع المجلد. أنا... رقم 3: في الولايات المتحدة، لا يزال الدعم للإبادة الجماعية قويًا (23 نوفمبر 2023)[16]
- العدد المطبوع المجلد. أنا... رقم 4: وسائل الإعلام تصنع الموافقة على الإبادة الجماعية (12 يناير 2024)[16]
- العدد المطبوع المجلد. أنا... رقم 5: الكل من أجل الكل، يجب أن تسقط «إسرائيل» (20 يناير 2024)[16]
- العدد المطبوع المجلد. الثاني... رقم 6: أوقفوا المطابع! فلسطين حرة! (14 مارس 2024)[16]
- العدد المطبوع المجلد. الثاني... رقم 7: يا عمال العالم، أضربوا من أجل فلسطين! (1 مايو 2024)[16]
- العدد المطبوع المجلد. الثاني... العدد 9: الثورة والمقاومة حتى التحرير والعودة (15 مايو 2024)[16]

## الداعمون البارزون
- نانا كوامي أدجي برينيا[الإنجليزية][19]
- جيمي أتينبرغ[الإنجليزية][19]
- جمال برينكلي[الإنجليزية][19]
- الكسندر تشي[19]
- أشلي سي فورد[الإنجليزية][19]
- روكسان غاي[19]
- نان غولدن[22]
- جازمين هيوز[الإنجليزية][23]
- رندا جرار[18]
- جيمي لورين كيلز[الإنجليزية][4]
- كيسي لايمون[الإنجليزية][19]
- كارمن ماريا ماتشادو[الإنجليزية][19]
- جورج ر. ر. مارتن[1]
- دانييل خوسيه أولدر[الإنجليزية][19]
- مورغان باركر[19]
- ديشا فيلياو[الإنجليزية][19]
- تومي بيكو[الإنجليزية][19]
- سوزان سارندون[12]
- ميشيل تي[19]
- جيا تولينتينو[الإنجليزية][1]
- أوشن فونغ[الإنجليزية][1]
- إليسا واشوتا[الإنجليزية][19]
- ليديا يوكنافيتش[الإنجليزية][19]